# Tkalci
Tkalci is een plaats in de gemeente Krapina in de Kroatische provincie Krapina-Zagorje. De plaats telt 406 inwoners (2001).